# ジョゼフ・ブラン

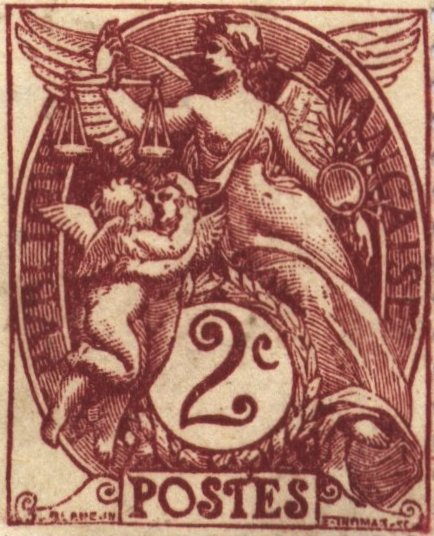
ブランのデザインの切手

ジョゼフ・ブラン（Joseph-Paul Blanc、1846年1月25日 - 1904年7月5日）はフランスの画家である。歴史画を得意とした。

## 略歴
パリで生まれた。パリ国立高等美術学校でエミール・ビンやアレクサンドル・カバネルに学び、1867年に「ライオスを殺すオィデプス(Le Meurtre de Laïus par Œdipe)」を描きローマ賞を受賞した。モンマルトルに工房を開き若い学生を指導した。1889年にパリ国立高等美術学校の教授に任じられた。
宗教的なテーマや神話や歴史に題材を得た作品を描き、政治家などの肖像画も描いた。パリのパンテオン、オペラ＝コミック座、パリ市庁舎などの装飾画も描いた。
1900年から1923年まで発行されたフランスの低額切手のシリーズ（Type Blanc）で用いられたデザインの原画を描いたことでも知られている。

## 作品

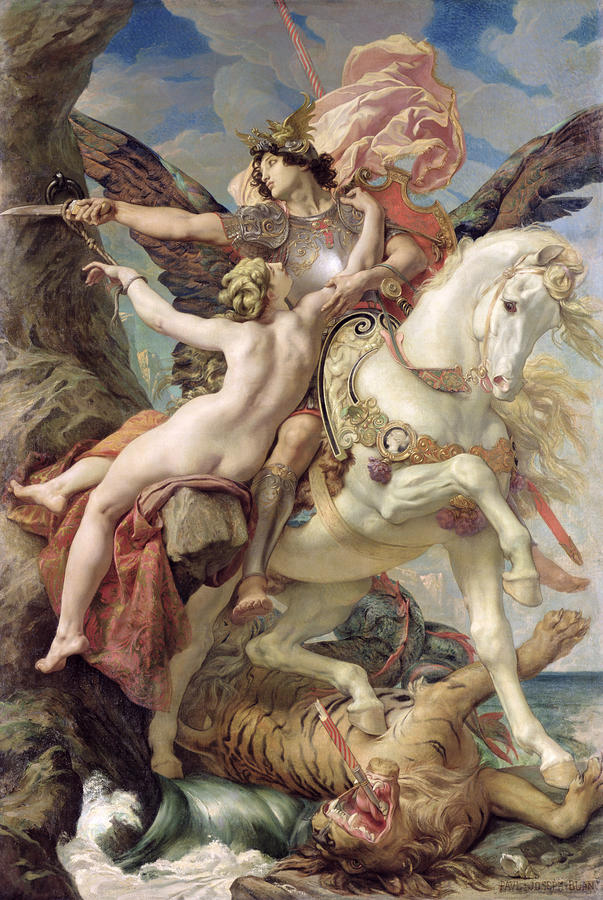
ルッジェーロとアンジェリカ (1876)
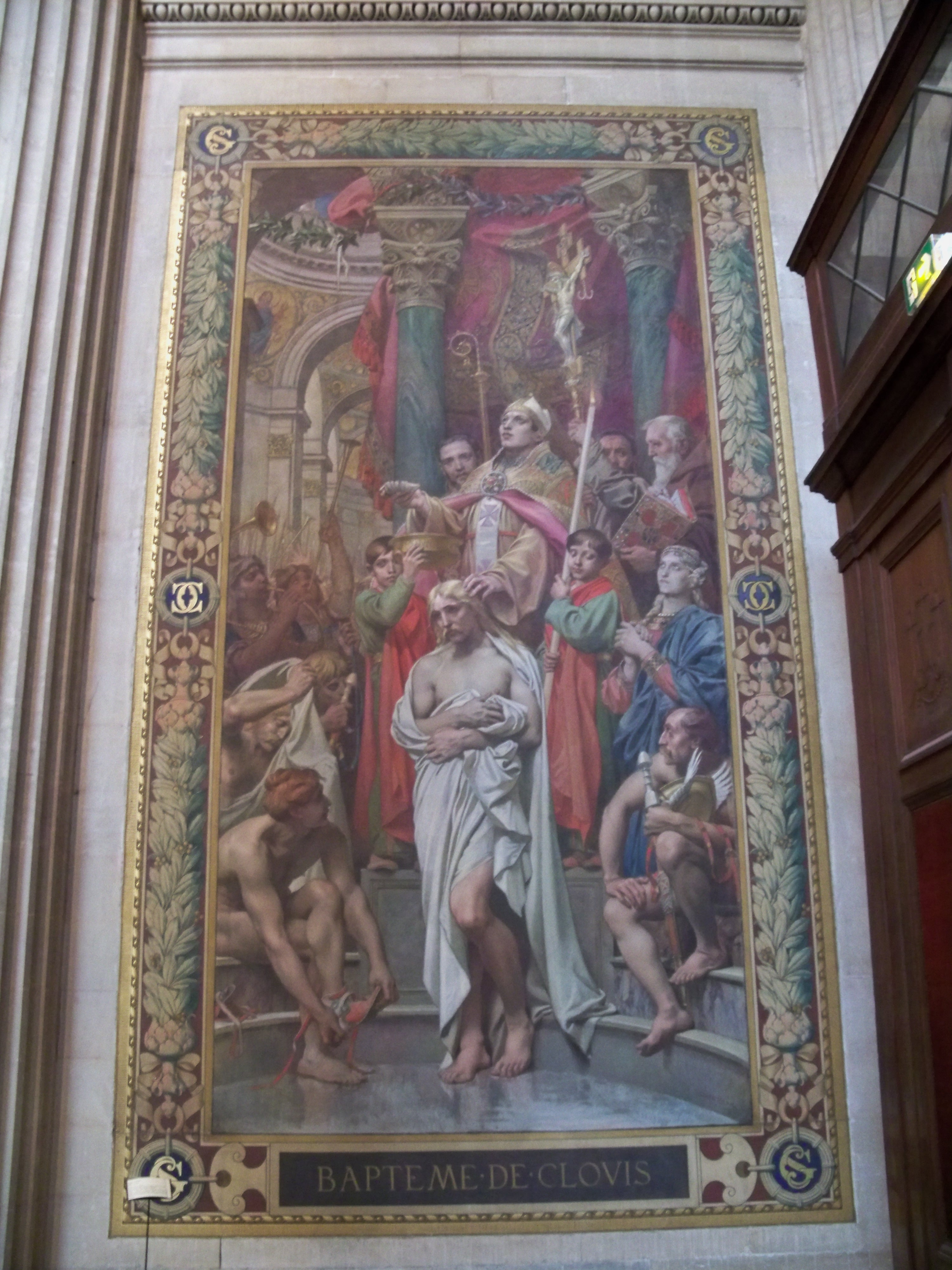
パンテオンの装飾画
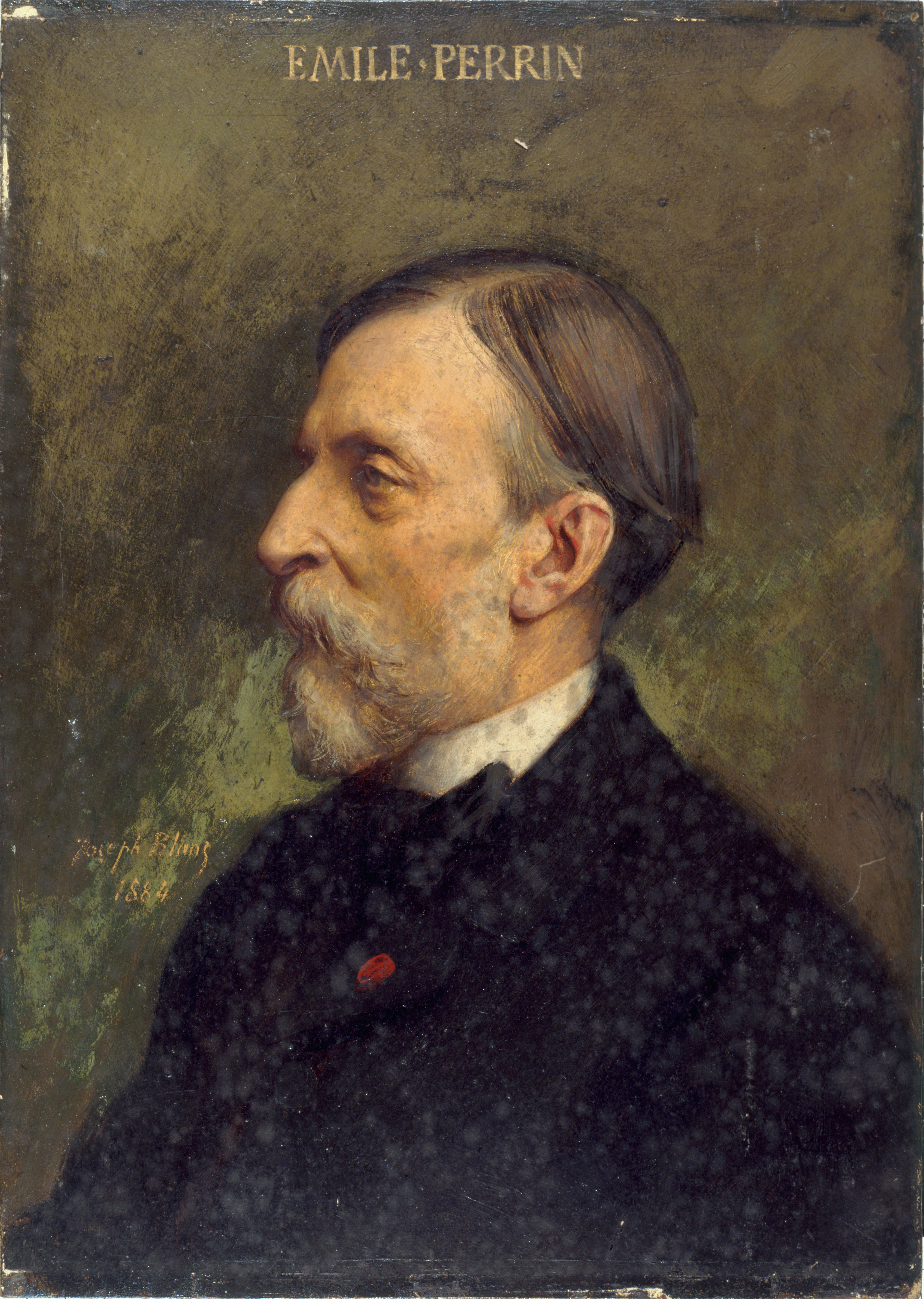
エミール・ペラン(劇場監督)の肖像画